# Svarttjärnen (Silleruds socken, Värmland, vid Egenäs)
Svarttjärnen är en sjö i Årjängs kommun i Värmland och ingår i Göta älvs huvudavrinningsområde.